# .m2ts
M2TS est une extension de nom de fichier utilisée pour le format de fichier conteneur Blu-ray Disc Audio-Video (BDAV) MPEG-2 Transport Stream (M2TS). Il est utilisé pour le multiplexage des flux audio, vidéo et autres. Il est basé sur le conteneur de flux de transport MPEG-2,,. Ce format de conteneur est couramment utilisé pour la vidéo haute définition sur disque Blu-ray et AVCHD.

## Aperçu
Le format de conteneur BDAV est une modification de la spécification du flux de transport MPEG-2 (ITU-T H.222.0 | ISO / IEC 13818-1) pour les supports à accès aléatoire, tels que les disques Blu-ray, DVD, disques durs ou SSD, cartes mémoires. Il est officieusement appelé M2TS.
Afin d'optimiser la taille de stockage, le format utilise des flux de transport à débit variable (VBR) au lieu des débits constants typiques (CBR) trouvés dans la diffusion MPEG-2 TS. Pour pouvoir reconstruire un flux de transport à débit constant conforme à la norme T-STD pour la lecture, l'horodatage d'arrivée (ATS) de chaque paquet doit être enregistré.
Le paquet standard MPEG-2 TS de 188 octets est préfixé par un en-tête supplémentaire de 4 octets pour une taille totale de 192 octets. L'en-tête se compose d'un indicateur d'autorisation de copie de 2 bits et de l'horodatage d'arrivée de 30 bits avec une résolution de 27 MHz.
Le format de conteneur BDAV (.m2ts) est un standard utilisé sur les disques Blu-ray,. Les titres de disques Blu-ray créés avec la prise en charge des menus sont au format BDMV (Blu-ray Disc Movie) et contiennent des flux audio, vidéo et autres dans un conteneur BDAV (.m2ts), basé sur le format de flux de transport MPEG,. Le conteneur BDAV est également utilisé dans le format de disque BDAV (Blu-ray Disc Audio/Visual), l'alternative grand public aux disques BDMV. Le format de disque BDAV est utilisé sur les disques BD-RE et BD-R pour l'enregistrement audio/vidéo.
Le conteneur BDAV avec l'extension de nom de fichier .MTS ou .m2ts est également utilisé au format AVCHD, qui est un format de caméscope numérique haute définition. AVCHD est une forme plus simple de la norme Blu-ray Disc avec un seul algorithme d'encodage vidéo et deux encodages audio. Par rapport au format Blu-ray Disc, AVCHD peut utiliser divers supports de stockage, tels que des supports DVD, des cartes mémoire ou des disques durs. Le conteneur BDAV contient des vidéos enregistrées à l'aide de caméscopes AVCHD, tels que les modèles de la série HDR-SR(xx) de Sony. Panasonic, Canon et d'autres marques de caméscopes AVCHD stockent également les vidéos enregistrées au format conteneur BDAV. Il y a quelques problèmes de compatibilité AVCHD entre les marques.

## Formats
Le format de conteneur BDAV utilisé sur les disques Blu-ray peut contenir l'un des trois formats de compression vidéo obligatoires pris en charge H.262/MPEG-2 Part 2, H.264/MPEG-4 AVC ou SMPTE VC-1 et la compression audio de formats tels que Dolby Digital, DTS ou PCM linéaire non compressé. Les formats audio pris en charge en option sont Dolby Digital Plus, DTS-HD High Resolution Audio, DTS-HD Master Audio et Dolby TrueHD,.
Le format de conteneur BDAV utilisé sur les équipements AVCHD est plus restreint et ne peut contenir que la compression vidéo H.264/MPEG-4 AVC et la compression audio Dolby Digital (AC-3) ou l'audio LPCM non compressé.

## Structure de fichiers et de répertoires
Les noms des fichiers M2TS sont sous la forme zzzzz.m2ts, où zzzzz est un numéro à 5 chiffres correspondant au clip audiovisuel. Ce numéro est également utilisé dans le nom de fichier d'un fichier d'informations de clip associé zzzzz.clpi (Ce numéro peut être la date et l'heure de l'enregistrement du clip vidéo). Chaque flux a son propre fichier.
Les fichiers au format AVCHD utilisent l'ancienne convention de dénomination de fichier "8.3", tandis que les disques Blu-ray utilisent des noms de fichiers longs. C'est pourquoi l'extension de nom de fichier des fichiers vidéo est .MTS au lieu de .m2ts du format Blu-ray. De plus, d'autres fichiers utilisent des extensions différentes : .CPI – .clpi, .MPL – .mpls, .BDM – .bdmv,,.
Les fichiers M2TS sur un disque Blu-ray sont placés dans le sous-répertoire STREAM du BDMV (ou BDAV), qui est au niveau racine (par exemple \BDMV\STREAM\00001.m2ts ou \BDAV\STREAM\00001.m2ts),. Sur certains équipements AVCHD, le répertoire BDMV se trouve dans le AVCHD, qui est placé à la racine (par exemple \AVCHD\BDMV\STREAM\00001. MTS).

## Assistance logicielle
Presque tous les titres de disques Blu-ray produits dans le commerce utilisent une méthode de protection contre la copie appelée Advanced Access Content System, qui crypte le contenu du disque (y compris les fichiers M2TS). Les logiciels prenant en charge les fichiers M2TS ne fonctionnent généralement qu'avec des fichiers décryptés ou non cryptés. Les lecteurs de logiciels de disques Blu-ray peuvent généralement lire le contenu crypté à partir du disque d'origine. Le contenu vidéo créé à l'aide d'un équipement AVCHD est généralement non crypté.
Actuellement, les fichiers M2TS peuvent être lus à l'aide de Picture Motion Browser, qui est un lecteur vidéo d'application fourni avec les caméscopes Sony AVCHD.
La plupart des fichiers M2TS peuvent être lus avec ALLPlayer, MPlayer, VLC, PotPlayer et d'autres lecteurs multimédias, en fonction des formats de compression utilisés dans un fichier M2TS. Certains lecteurs auront besoin d'un codec, d'un composant ou d'un plugin approprié installé.
Les versions actuelles de Nero Vision, FormatFactory, MediaCoder, HandBrake et Picture Motion Browser sont capables de convertir les fichiers M2TS en fichiers MPEG-4, qui peuvent également être visualisés à l'aide des lecteurs multimédia susmentionnés. En août 2012, le lecteur multimédia VLC 2.0.1 pouvait également convertir les fichiers .m2ts en MP4. DVDFab (au moins premium) peut également convertir les .m2ts en divers autres formats, y compris .mkv ou .mp4.
Les produits Sony Media Manager PRO pour PSP, Media Manager PRO pour Walkman et Mobile Media Manager PRO sont tous capables de convertir le format M2TS en fichiers MP4.
Le format M2TS de Sony n'est pas forcément le même que celui des caméscopes Panasonic ou Canon. Cependant, des programmes comme Sony Vegas Pro et AVS Video Editor peuvent ouvrir et éditer des fichiers Sony M2TS ainsi que des fichiers Panasonic M2TS. (Sony Vegas Pro v.9 est également capable de lire et d'éditer des fichiers M2TS produits par les caméscopes Canon Vixia. ) Le seul autre logiciel connu actuellement pour gérer les deux types est Pinnacle Studio 12 Ultimate et CyberLink Power Director, à commencer par la v8.
Les fichiers M2TS peuvent également être lus sur les Sony PlayStation 3, les téléviseurs Sony Bravia, les téléviseurs Western Digital WDTV, le lecteur multimédia Xtreamer, le lecteur multimédia HD Amkette FlashTV et les téléviseurs Panasonic Viera prenant en charge la lecture AVCHD.
Final Cut Pro d'Apple peut lire les fichiers MTS (tels qu'ils sont stockés dans les caméscopes Sony HDR) en utilisant le plug-in AVCHD dans la fenêtre Log and Transfer .